# Gardianul
Gardianul (en català "El Guarda") és un diari en romanès d'informació general de pagament i de distribució matinal publicat a Bucarest (Romania).
Aquest diari es destaca per intentar mantenir una postura en contra de la corrupció imperant a més alt nivell, a més d'investigar el crim organitzat existent a Romania.
Gardianul fou fundat per Şerban Roibu, fill d'un destacat senador del Partit Socialdemòcrata de Romania. Els detractors del diari l'acusen d'afavorir la carrera política del senador i, per tant, del PSDR, tot i que sovint publica articles crítics amb aquells membres del partit que són investigats per corrupció.
El diari va ser una de les publicacions implicades en l'escàndol dels fons per la publicitat governamental per a la subversió política en la que ha estat implicat i processat l'antic primer ministre romanès Adrian Năstase.